# Fusinus dowianus
Fusinus dowianus är en snäckart som beskrevs av Olsson 1954. Fusinus dowianus ingår i släktet Fusinus och familjen Fasciolariidae. Inga underarter finns listade i Catalogue of Life.